# Musikantenbrunnen (Oberhaching)

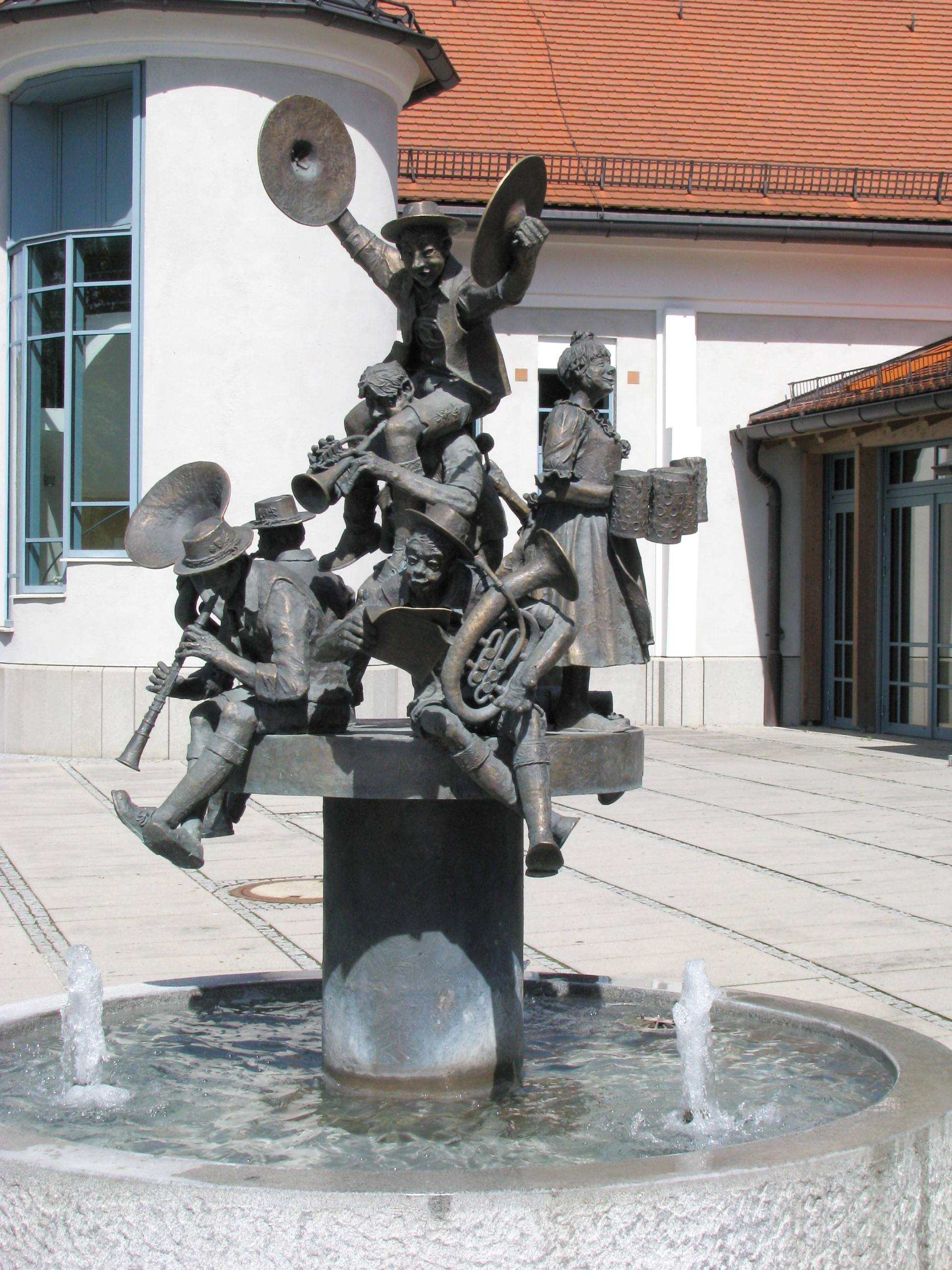
Musikantenbrunnen Oberhaching

Der Musikantenbrunnen ist ein Brunnen vor dem Bürgersaal in Oberhaching. Der Brunnen wurde von Ivo Krizan gestaltet. Er zeigt sechs Musikanten und eine Wirtin, die die Bierkrüge serviert.